# Македоно-одринска социалдемократическа група
Македоно-одринската социалдемократическа група известна още като Македонски революционен социалдемократически съюз е регионална фракция на членове на Българската работническа социалдемократическа партия.

## 1894 – 1908 г.
През 1894 година по указание на Димитър Благоев Васил Главинов основава във Велес първата социалистическа група в Македония. През 1896 година Главинов основава и самата Македоно-одринска социалдемократическа група. В нея членуват още Велко Марков, Никола Русински, Никола Карев, Иван Дренски от Крушево, Димитър Мирасчиев, Андон Шулев, Атанас Раздолов, Стойно Стойнов, Гиго Драндаров, Лазар Главинов, Димо Хаджидимов и други. Издигайки лозунги от типа „Македония за македонците“, „Освобождението на Македония е работа на македонците“ и други подобни, те успяват да създадат социалистически дружинки и кръжоци в някои градове на Македония и Одринско. Издават вестник „Политическа свобода“ (1898 - 1899). Приемат идеята за въоръжено освобождение на Македония, но критикуват ВМОРО за „прекомерната централизация и недостатъчната идейна еластичност“. Групата набира сила в Битоля и Крушево, като създава своя група в Битолската българска класическа гимназия, чийто печат е с надпис „Социална революция“. Фракцията създава контакти с ВМОРО и участва на първата социалистическа конференция на 3 юли 1900 година, проведена в Крушево. Неспособни да достигнат желаната от тях масовост, социалистите вземат решение за вливане във ВМОРО, но при определени условия: автономност в рамките на Организацията; свобода на социалистическата агитация; участие по право на един техен представител във всеки окръжен комитет на ВМОРО. Тези условия приема само Битолският окръжен комитет, а социалистът Никола Карев става крушевски районен войвода и взема дейно участие в Илинденското въстание.
След провала на въстанието настава раздор както във ВМОРО, така и в самата БРСДП, като и двете организации се разделят на умерена и левичарска фракции.

## 1908 – 1912 г.
След Младотурската революция в 1908 година БРСДП (т.с.) възстановява Македоно-одринската работническа социалиалдемократическа група в София. Групата е организационно свързана с партията – изпраща на нейните годишни конгреси представител, който дава отчет за дейността в Османската империя.
На събрание на групата на 10 август 1908 година, на което изнасят доклади Димитър Благоев и Георги Кирков, е обсъдена и приета програма на групата, в кояо влизат искане за самоопределение на народностите в империята, общо, пряко, равно и тайно избирателно право, премахване на Сената, въвеждане на прогресивноподоходен данък, заместване на постоянната армия с народна милиция, работническо законодателство, коалиционно право за работниците и други, които са част от минималната програма на БРСДП (т. с.).
При създадените условия за легално действие, фракцията симпатизира на Народната федеративна партия (българска секция) и създава в Македония и Одринска Тракия социалдемократически групи и работнически синдикати. В края на юли 1908 година Васил Главинов заминава за Османската империя и обикаля Одрин, Дедеагач, Сяр, Гюмюрджина, Ксанти, Драма и се установява в Солун, където вече е образувана социалдемократическа група и работнически синдикат от членовете на БРСДП (т. с.) Никола Русев, Д. Тошев, Н. Касабов. В Солун са и анархолибералите Павел Делирадев, Никола Харлаков и Аврам Бенароя, които с Христо Чернопеев издават вестник „Единство“ и също образуват социалдемократически групи.
На 2 октомври 1908 година на общо събрание двете групи решават да се обединят и от декември издават вестник „Работник“. В края на февруари 1910 година обаче групата се разцепва – анархолибералите и групата на еврейските работници на Бенароя се обединяват в Социалистическа работническа федерация, която започва да издава „Работнически вестник“ на български, турски и ладински.
МОРСДГ развива дейност във Велес, Битоля, Скопие, Ресен, Крушево с помощта на Главинов, Александър Мартулков и Никола Русински. В Солун и Битоля от 1 януари 1909 година започва издаването на вестник „Работническа искра“. В Солун е открита Интернационална социалдемократическа книжарница, която разпространява социалдемократическа литература. Групата и вестникът ѝ воюват с влиянието на „буржоазните партии“ сред работниците, както и с реформистките идеи сред работническото движение. МОРСДГ издава брошурата „Революцията в Турция и социалдемокрацията“ (София, 1908), в която се казва, че младотурският преврат е спрял на половината път и цели да възроди Османската империя. Брошурата поставя като задача пред социалдемокрацията в Македония и Одринско да работи за организирането на работническата класа в синдикални и политически организации и да работи за класовото ѝ съзнание. Минималните искания на работниците според брошурата са: право на свободно самоопределение на националностите в империята, федериране на балканските държави в Балканска демократична република, общо, пряко, равно и тайно избирателно право, унищожаване на Сената, местно самоуправление, свободно коалиционно право на работниците, свобода на словото, печата, убежденията и събранията, работническо законодателство, светско образование и прогресивноподоходен данък.
Солунската, Скопската и Битолската социалдемократически група са особено активни и в културнопросветната дейност, като се организират вечерни училища за работници. От септември 1909 година „Работническа искра“ започва да издава „Библиотека Работническа искра“, като първи номер е брошурата „Работнически катехизис“ на български и турски. Разпространяват се и „Работнически вестник“ и „Ново време“. На първи май 1909 година са организирани улични демонстрации и събрания, а „Работническа искра“ излиза със специален брой.
В края на 1910 година в Солун се състои конференция с цел основаване на Османска социалистическа партия, но опитите завършват с неуспех.
След започването на Балканската война членовете на фракцията се установяват в София.